# Зюри
Зюри́ (тат. Җөри) — село в Мамадышском районе Татарстана, в составе Нижнешандерского сельского поселения.

## География
Село расположено на реке Юкачи, в 34 км севернее города Мамадыш. Высота села над уровнем моря составляет 81 м.

## История
Село известно с 1710—1711 годов. Местное население занималось земледелием, скотоводством, лыко-мочальным промыслом. В 1871 году в селе была открыта школа Братства святителя Гурия. В начале XX века земельный надел сельской общины составлял 775,7 десятин.
До 1920 года село входило в Зюринскую волость Мамадышского уезда Казанской губернии. С 1920 — в составе Мамадышского кантона ТАССР. В 1930—1932 и 1935—1963 годах находилось в Таканышском районе, в 1932—1935 и с 1963 — в Мамадышском районе.

## Население
Население села составляет 338 человек (2010), преимущественно кряшены.
Динамика численности населения:
| 1859 | 1897 | 1908 | 1920 | 1926 | 1949 | 1958 | 1970 | 1979 | 1989 | 2002 | 2010 |
| 484  | 782  | 818  | 790  | 949  | 573  | 671  | 749  | 665  | 507  | 430  | 338  |

Население занимается полеводством, молочным скотоводством, пчеловодством.